# (95852) Leatherbarrow
(95852) Leatherbarrow est un astéroïde de la ceinture principale.

## Description
(95852) Leatherbarrow est un astéroïde de la ceinture principale. Il fut découvert le 31 mars 2003 à Catalina par le projet CSS. Il présente une orbite caractérisée par un demi-grand axe de 2,42 UA, une excentricité de 0,14 et une inclinaison de 0,7° par rapport à l'écliptique.

## Compléments